# Dix-Hallpike-Lagerungsprobe
Die Dix-Hallpike-Lagerungsprobe, auch Dix-Hallpike-Manöver, ist eine Lagerung mit Kopfdrehung, die zur Diagnostik des benignen (gutartigen) paroxysmalen (anfallsweisen) Lagerungsschwindel eingesetzt wird.
Vor Durchführung der Lagerungsprüfung erfolgt eine 30-sekündige Inspektion der Augen des auf der Untersuchungsliege sitzenden Patienten, um ggf. einen Spontannystagmus Nystagmus (= schnelle, springende Augenbewegungen) beobachten zu können. Der Kopf des Patienten sollte dabei um etwa 20 Grad nach hinten überstreckt (dorsalextendiert) und um 45 Grad zu einer Seite gedreht sein. Nach Aufklärung des Patienten über das folgende Manöver und die Notwendigkeit, die Augen offen zu halten, erfolgt eine rasche Lagerung in die liegende Position. Der Kopf sollte dabei über die Untersuchungsliege hinaus hängen. Der Test ist dann positiv, wenn der Patient nach einigen Sekunden Latenz über Drehschwindel berichtet und der Untersucher einen Nystagmus beobachten kann. Beides sollte innerhalb von einer Minute vorübergehen. Ein positiver Test stützt die Diagnose eines benignen paroxysmalen Lagerungsschwindels des hinteren Bogenganges des unten liegenden Ohres. Nach Wiederaufrichten des Patienten kann gegebenenfalls erneut ein Nystagmus beobachtet werden. Bei wiederholter Durchführung des Manövers zur gleichen Seite nehmen Nystagmus und Schwindel in der Regel ab (Ermüdbarkeit). Der Test sollte für beide Ohren durchgeführt werden. Die Sensitivität des Manövers wird mit 88 Prozent angegeben.
Falsch negative Ergebnisse können mit der Verwendung einer Frenzel-Brille vermieden werden, die dabei hilft, einen Nystagmus zu erkennen.